# ChangXin Memory Technologies
ChangXin Memory Technologies (CXMT, kinesisk: 长鑫存储) er en kinesisk producent af hukommelses-chips med hovedkvarter i Hefei, Anhui. De producerer primært DRAM.